# Yes (Unix)
yes — UNIX-команда, бесконечно выводящая аргументы командной строки, разделённые пробелами до тех пор, пока не будет убита (например, командой kill). Если в командной строке не задано аргументов, то бесконечно выводит строку «y».
Например, следующая команда
```
rm
 
-f
 
*.txt

```

эквивалентна
```
yes
 
|
 
rm
 
*.txt

```